# Liste der Baudenkmale in Altefähr
In der Liste der Baudenkmale in Altefähr sind alle Baudenkmale der Gemeinde Altefähr (Landkreis Vorpommern-Rügen) und ihrer Ortsteile aufgelistet. Grundlage ist die Veröffentlichung der Denkmalliste des Landkreises Vorpommern-Rügen, Auszug aus der Kreisdenkmalliste vom August 2015.

## Altefähr
| ID           | Lage                         | Bezeichnung                                           | Beschreibung | Bild                                                  |
| ------------ | ---------------------------- | ----------------------------------------------------- | --- | ----------------------------------------------------- |
| 875 Wikidata | (Karte)                      | Kriegerdenkmal (1914 – 1918) (am nordöstl. Kirchberg) | Inschrift: „Für Euch! Das Kirchspiel Altefähr seinen im Kriege 1914–1918 gefallenen Helden zum ehrenden Gedenken“ | Kriegerdenkmal (1914 – 1918) (am nordöstl. Kirchberg) |
| 1 Wikidata   | Am Bahnhof 10 (Karte)        | Dienstgebäude/Empfangsgebäude ehem. Kleinbahn         | Das Empfangsgebäude des Schmalspurbahnhofs befindet sich im Westen der Anlagen des Schmalspurbahnhofs. Das Gebäude stammt aus der Zeit der Bahnhofsverlegung Mitte der 1930er Jahre. Es steht leer (Stand September 2016). | Dienstgebäude/Empfangsgebäude ehem. Kleinbahn         |
| 1 Wikidata   | Am Bahnhof 14 (Karte)        | Lokschuppen der ehem. Kleinbahn                       | Das Lokschuppen steht in der Mitte der Anlagen des Schmalspurbahnhofs und wurde ebenfalls Mitte der 1930er Jahre gebaut. Er wird nicht genutzt (Stand September 2016). | Lokschuppen der ehem. Kleinbahn                       |
| 1 Wikidata   | Am Bahnhof 5, 10, 14 (Karte) | Bahnhof ehem. Kleinbahn                               | Der Bahnhof Altefähr lag ursprünglich westlich der heutigen Station am Strelasund, wo eine Fährverbindung nach Stralsund bestand. Mit dem Bau des Rügendamms wurden die Anlagen verlegt. Die Anlagen der Schmalspurbahn lagen südlich der der Regelspur. Im Osten des Schmalspurbahnhofs steht ein Wohnhaus (Am Bahnhof 4) und das denkmalgeschützte frühere Dienstgebäude Am Bahnhof 5. | Bahnhof ehem. Kleinbahn                               |
| 2 Wikidata   | Am Kurpark (Karte)           | Kurpark                                               | |                                                       |
| 3 Wikidata   | Bahnhofstraße 20 (Karte)     | Pfarrhaus                                             | Eingeschossiges Backsteinhaus von 1660 | Pfarrhaus                                             |
| 5 Wikidata   | Kirchweg 7 (Karte)           | Wohnhaus                                              | 2-geschossiger Putzbau mit Turmteil | Wohnhaus                                              |
| 4 Wikidata   | Kirchweg 9 (Karte)           | Kirche                                                | Erste Erwähnung einer Kapelle von 1325. Heutige einschiffige, gotische Backsteinkirche aus der zweiten Hälfte des 15. Jahrhunderts mit eingezogenem, rechteckigem Chor, Westturm von 1692 mit Holzaufsatz und achteckigem Turmhelm, Schiff erhielt 1737 ein Tonnengewölbe, Kanzel von 1667, Altaraufsatz von 1746.                                                                       | Weitere Bilder                                        |

## Poppelvitz
| ID           | Lage            | Bezeichnung | Beschreibung | Bild |
| ------------ | --------------- | ----------- | --- | ---- |
| 491 Wikidata | Poppelvitz      | Parkrest    | |      |
| 491 Wikidata | Poppelvitz 7, 8 | Gutshaus    | Kleines 1-gesch., verputztes Gutshaus mit altem Garten, das vom 16. bis 20. Jahrhundert im Besitz der Stralsunder Kirche war. |      |

## Quelle
- Denkmalliste des Landkreises Vorpommern-Rügen